# 孙命顺
孫命順（韓語：손명순，1929年1月16日—2024年3月7日），第14任韓國總统金泳三妻子，前韓国第一夫人。

## 生平
农历1928年12月6日孫命順在日治朝鮮慶尚南道金海市進永面出生。她的父親是馬山集團的老闆，畢業於梨花女子大學醫藥製劑專業。1951年與金泳三結婚，婚後育有兩子三女。

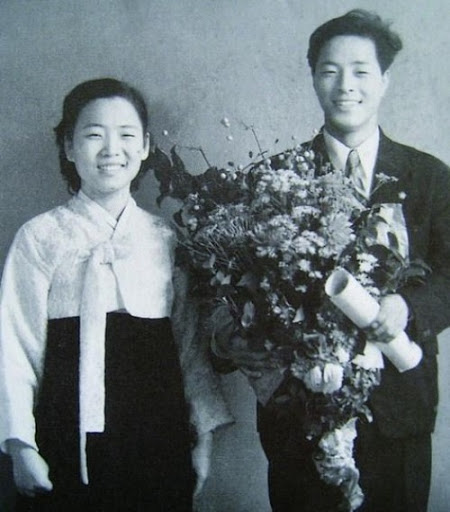
与金泳三的结婚照

## 荣誉

### 外国勋章奖章
- 民事功绩大十字勋章（西班牙语：Orden del Mérito Civil (España)）（西班牙，1996年10月18日批准[3]）